# Čepeljski otok
Čepeljski otok (mađ. Csepel-sziget) je najveći otok na rijeci Dunavu u Mađarskoj. Dug je 48 km, a širina mu varira od 6 do 8 km. Površine je 257 km². 
Hrvati iz Tukulje i Senandrije zovu ovaj otok Ada.
Nalazi se južno od Budimpešte, na 47°15' sjeverne zemljopisne širine i 18°57' istočne zemljopisne dužine. Na njegovom sjevernom kraju se nalazi Čepelj, budimpeštanski 21. okrug.
Na veći dio otoka se može doći podzemnom željeznicom.
Od ostalih naselja, na Čepeljskom otoku se nalaze Kovin, Tukulja, Szigetszentmiklós i Szigethalom.
Čepeljski otok je bio prvo središte ugarskih plemena kad su dolazila u Panonsku nizinu, jer je na njemu bio logor Arpadovog plemena. Otok je dobio ime prema Arpadovom konjušaru Csepelu.